# L'Assassinat du père Noël (film)
Pour les articles homonymes, voir L'Assassinat du père Noël.
Pour le roman, voir L'Assassinat du père Noël (roman).
Pour plus de détails, voir Fiche technique et Distribution.
L'Assassinat du père Noël est un film de Noël français réalisé par Christian-Jaque et sorti en 1941. 
Produit par la Continental-Films, ce film est une adaptation du roman éponyme de Pierre Véry, publié en 1934.

## Synopsis
En Savoie, tout un village blotti dans la neige vit dans les préparatifs de Noël, notamment       le père Cornusse, qui fabrique des globes terrestres et conte des  histoires. L'imagination de Cornusse est débordante. À côté de lui, cousant des robes de poupées, rêve sa fille, Catherine. Celle-ci cache un  secret : l'amour qui la lie au jeune baron, personnage mystérieux, qui intrigue les villageois par son passé de voyageur et par sa main droite dissimulée sous un gant. Le bruit court qu'il est lépreux, propagé par Villard, l'instituteur, qui soupire vainement pour Catherine.
Comme tous les ans, Cornusse se costume en père Noël. L'idée lui vient de passer au château, où il trouve Catherine essayant d'extraordinaires robes anciennes  que lui offre le baron pour le bal de l'auberge. Catherine se sauve, le baron achève de griser Cornusse, revêt sa houppelande, et laissant le bonhomme endormi, va retrouver Catherine. 
Or, l'église du village possède un trésor : l'anneau de Saint-Nicolas, diamants de grande valeur. Le père Noël monte la garde près de la crèche, ce qui n'empêche pas qu'on subtilise le joyau, que le père Noël disparaisse et qu'on le découvre peu après, assassiné. Ce n'est ni Cornusse, ni le baron, mais un inconnu dont le complice se cache parmi les villageois. 
Les gendarmes arrivent enfin, heureux d'avoir mis la main sur Ricomet, le pharmacien,  moins blanc que la neige de cette histoire. Tout se calme, le bonheur de Catherine et du baron peut s'épanouir en pleine lumière. Remis de ses émotions et redevenu pour la circonstance Père Noël, Cornusse va offrir solennellement à un petit malade le plus beau globe terrestre qu'il a pu trouver.

## Fiche technique
- Titre original :  L'Assassinat du père Noël
- Réalisation : Christian-Jaque
- Scénario : Pierre Véry et Charles Spaak, d'après le roman éponyme de Pierre Véry
- Photographie : Armand Thirard
- Montage : René Le Hénaff
- Musique : Henry Verdun
- Décors : Guy de Gastyne
- Producteur : Alfred Greven
- Société de production : Continental-Films
- Société de distribution : Films Sonores Tobis
- Pays de production :  France
- Langue originale : français
- Format : Noir et blanc 35 mm — 1,37:1 — Son : Mono
- Genre : Comédie,  Film policier
- Durée : 105 minutes
- Dates de sortie : 
  - Belgique : 15 août 1941
  - France : 16 octobre 1941

## Distribution
- Harry Baur : le père Cornusse
- Raymond Rouleau : le baron Roland
- Renée Faure : Catherine
- Marie-Hélène Dasté : la mère Michel
- Robert Le Vigan : Léon Villard
- Fernand Ledoux : le maire
- Jean Brochard : le pharmacien
- Jean Parédès : Kappel, le sacristain
- Héléna Manson : Marie Coquillot
- Arthur Devère : Tairraz, l'horloger
- Marcel Pérès : Rambert
- Georges Chamarat : le garde-champêtre
- Bernard Blier : le brigadier de gendarmerie
- Jean Sinoël : Noblet
- Bernard Daydé : Christian
- Jean-Marie Boyer : un enfant
- Jean Buquet : un enfant
- Lucien Coëdel : Desfosses
- Mona Dol : Madame Tairraz, la femme de l'horloger
- Danielle Dorléac : la petite fille dans la boutique
- Michel François : Pierre
- Anthony Gildès : Gruissan
- Bernard Gorce : un enfant
- Georges Mauloy : le curé
- Marcelle Monthil : Madame Rambert
- Marcelle Rexiane : une mère

## Accueil
« Premier film réalisé sous l'Occupation pour la firme allemande Continental par un cinéaste français, "L'Assassinat du Père Noël" n'est pas une œuvre de propagande (c'était d'ailleurs une des conditions de Christian-Jaque). La poésie, la sensibilité et le mystère qui se dégagent du roman de Véry trouvent ici une expression parfaite. [...]
Tous ces personnages, mais aussi les enfants émerveillés ou une houppelande ensanglantée, participent à la magie délicate qui enveloppe cette enquête policière dans le huis clos du village isolé par la neige. Quant au dialogue entre Cornusse et le petit Christian, qui clôt le film, il a fait couler beaucoup d'encre. Une princesse endormie mais bien vivante (la France) et un prince charmant qui un jour la réveillera (de Gaulle). Métaphore volontaire ou interprétation d'après-guerre ? »

— Gérard Camy, Télérama, 24 décembre 2011

## Autour du film
- Les extérieurs du film ont été tournés en Haute-Savoie aux alentours de Chamonix[réf. souhaitée].